# Čorle
Čorle (cyr. Чорле) – wieś w Bośni i Hercegowinie, w Republice Serbskiej, w gminie Prnjavor. W 2013 roku liczyła 395 mieszkańców.